# Megalagrion blackburni
Megalagrion blackburni är en trollsländeart som beskrevs av Robert McLachlan 1883.
Megalagrion blackburni ingår i släktet Megalagrion och familjen dammflicksländor. Inga underarter finns listade i Catalogue of Life.